# USS Bogue (CVE-9)
L'USS Bogue (CVE-9/AVG-9/ACV-9/CVHP-9) était un porte-avions d'escorte, navire de tête de classe Bogue construit pour la Marine américaine pendant la Seconde Guerre mondiale.
Initialement désigné AVG-9, il devient ACV-9 le 20 août 1942 et CVE-9 le 15 juillet 1943 et CVHP-9 le 12 juin 1955.
Le Bogue coula 11 U-boots allemand et 2 sous-marins japonais, faisant de lui le porte-avions d'escorte de lutte anti-sous-marine le plus performant de la Seconde Guerre mondiale.
Sa quille fut posée le 1er octobre 1941 comme numéro de coque 170 en vertu d'un contrat de la United States Maritime Commission par Seattle-Tacoma Shipbuilding Corporation à Tacoma, dans l'État de Washington. Il a été lancé le 15 janvier 1942, parrainé par Mme W. Miller Jr. (épouse du lieutenant commandant Miller). Transféré dans la Marine américaine le 1er mai 1942, il est mis en service le 26 septembre 1942 sous le commandement du capitaine G. E. Short.
Le navire a été nommé d'après Bogue Sound (en), en Caroline du Nord.

## Historique
Après de nombreux essais préliminaires et une période de modification, le Bogue rejoint l'Atlantic Fleet. Il est le premier porte-avions d'escorte à former avec d'autres bâtiments le premier Hunter-killer Group anti-sous-marins. Le 5 mars 1943, il constitue avec les destroyers USS Belknap (en) et USS George E. Badger (en) le TG 24.4. Il embarque pour sa première traversée la VC-9, composé de 12 F4F-4 Wildcat et 8 TBF-1 Avenger. De mars à avril 1943, il fait trois traversées de l'Atlantique Nord, mais ne coule aucun U-Boot. Par la suite, il entre en carénage en Grande-Bretagne où il reçoit un appareillage HF/DF (radiogoniomètre de détection des émissions radio des sous-marins). Le 22 avril 1943, il reprend la mer pour sa quatrième traversée. La VC-9 est reconfigurée avec 6 F4F-4 Wildcat et 12 TBF-1 Avenger. Le 22 mai, deux de ses Avenger envoient par le fond l'U-569 à la position 50° 40′ N, 35° 21′ O. C'est le premier sous-marin à être coulé par des appareils venant d'un porte-avions d'escorte.

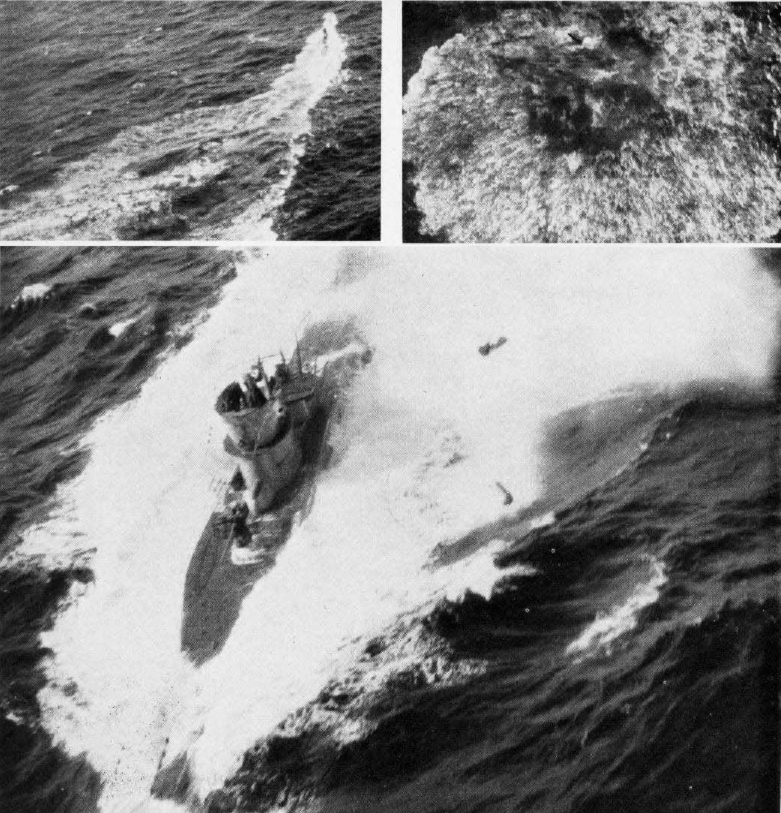
Deux Avanger du Bogue attaquent l'U-569 dans l'Atlantique Nord, le 22 mai 1943.

En juin 1943 débute sa cinquième croisière avec le TG 24.4. La VC-9 est formée de 4 F4F-4 Wildcat et 11 TBF-1 Avenger. Le 5 juin, un Avenger et un Wildcat envoient par le fond l'U-217 (30° 18′ N, 42° 50′ O) et le 12 juin un Avenger et un Wildcat coulent l'U-118 (30° 49′ N, 33° 49′ O).
Le 23 juillet 1943, au cours de sa septième patrouille, un Avenger coule l'U-527 à la position 35° 25′ N, 27° 56′ O. Le destroyer George E. Badger coule l'U-613 au cours de cette patrouille.
De novembre à décembre 1943, il effectue sa huitième croisière avec le VC-9 formée de 9 FM-1 Wildcat et 12 TBF-1 Avenger. Le 29 novembre 1943, des attaques aériennes lancées par des Avenger coulent l'U-86 à la position 39° 33′ N, 19° 01′ O. Un jour plus tard, l'U-238 est endommagé par ses Avanger et est envoyé par le fond par des bâtiments de l'escorte. Le 13 décembre 1943, l'U-172 est envoyé par le fond (26° 19′ N, 29° 58′ O) par un Avenger du Bogue et les destroyers USS George E Badger, USS Clemson, USS Osmond Ingram (en) et USS Du Pont (en). Le 20 décembre, l'U-850 est envoyé par le fond par des Avenger et des Wildcat à la position 32° 54′ N, 37° 01′ O.
De janvier à février 1944, il transporte des appareils de l'USAAF à destination de Glasgow. Il embarque par la suite des appareils de la VC-95 formée de 9 FM-2 Wildcat et de 12 TBF-1C Avenger. En mars 1944, le porte-avions d'escorte reprend ensuite ses opérations anti-sous-marines. Le 13 mars 1944, l'U-575 est coulé (46° 18′ N, 27° 34′ O) par le USS Haverfield (en), le USS Hobson, le USS Prince Rupert (en), un Wellington et deux B-17, après avoir été repéré par un Avenger provenant du Bogue.
Le 5 mai 1944, l'USS Bogue et son escorte partent de Hampton Road (Virginie) pour une croisière où ils coulent deux autres sous-marins : le 13 mai le Ro-501 (ex U-1224), à la position 18° 08′ N, 33° 13′ O et le 24 juin le sous-marin japonais I-52 à la position 15° 16′ N, 39° 55′ O. Le 20 août, ses appareils envoient par le fond l'U-1229 à la position 42° 20′ N, 51° 39′ O. En septembre 1944, il est de retour à son port d'attache.

De septembre 1944 à février 1945, il opère en missions d'entraînement entre les Bermudes et Quonset Point (en) (Rhode Island).

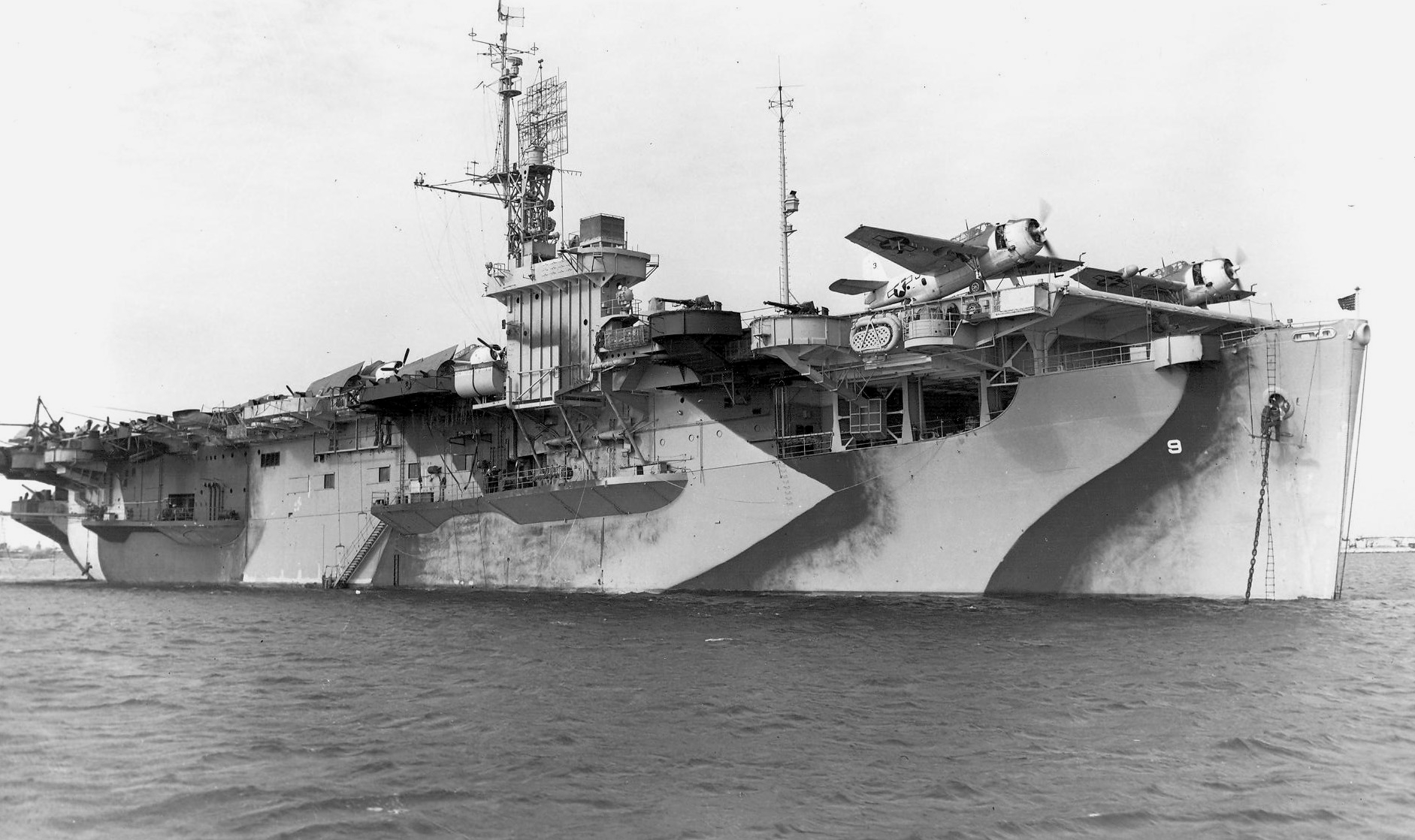
Le Bogue ancré aux Bermudes en février 1945.

 À l'issue de ces missions, il appareille pour Liverpool avec des appareils de l'Armée. En avril 1945, il reprend la mer comme bâtiment anti-sous-marins et participe à l'opération Teardrop. Le 24 avril 1945, des bâtiments de son escorte envoient par le fond l'U-546. Un total de 13 sous-marins ont été détruits par l'USS Bogue et son escorte.
Après la guerre dans l'Atlantique, le Bogue est dirigé vers le Pacifique. Le 3 juillet 1945, il arrive à San Diego et le 24 juillet, il atteint Guam. Du 19 août au 6 septembre 1945, il effectue un voyage à Adak (Alaska). Il rejoint ensuite l'opération Magic Carpet, opération qui consiste à rapatrier tous les soldats ayant combattu dans le Pacifique. Le 30 novembre 1946, il est mis en réserve à Tacoma (État de Washington).
Il est désarmé le 1er mars 1959 et démoli au Japon en 1960.

## Commandement
- Captain Giles Ezra Short du 26 septembre 1942 au 9 juillet 1943.
- Captain Joseph Brantley Dunn du 9 juillet 1943 au 2 juillet 1944.
- Captain Aurelius Bartlett Vosseller du 2 juillet 1944 au 5 octobre 1944.
- Captain George John Dufek du 5 octobre 1944 au 7 septembre 1945.

## Récompenses
Le Bogue a reçu la Presidential Unit Citation et trois battle stars pour son service dans la Seconde Guerre mondiale.